# Zbór Śląskiego Kościoła Ewangelickiego Augsburskiego Wyznania w Karwinie-Dołach
Zbór Śląskiego Kościoła Ewangelickiego Augsburskiego Wyznania w Karwinie-Dołach (także Zbór Śląskiego Kościoła Ewangelickiego Augsburskiego Wyznania w Karwinie 2, cs Farní sbor Slezské církve evangelické augsburského vyznání v Karviné 2) – nieistniejący zbór (parafia) luterańska w Karwinie, w dzielnicy Doły (Kopalnie), należąca do senioratu ostrawsko-karwińskiego Śląskiego Kościoła Ewangelickiego Augsburskiego Wyznania, w kraju morawsko-śląskim, w Czechach.

## Historia
Początkowo karwińscy ewangelicy należeli do parafii w Błędowicach. W 1865 r. zostali przyłączeni do powstałej kilka lat wcześniej parafii w Orłowej.
W 1903 r. na tutejszej ziemi należącej do rodziny Krainów założono cmentarz, gdzie rok później postawiono kostnicę z dzwonnicą. Z inicjatywy księdza Pawła Heczki, pracującego wtedy w Karwinie jako katecheta, założono Towarzystwo Domu Ewangelickiego, które planowało budowę domu parafialnego na działce zakupionej w dzielnicy Solca. Rozpoczęto też zbiórkę funduszy na wybudowanie obiektu, jednak inicjatywa ta została powstrzymana przez parafię orłowską, która planowała budowę swojego domu parafialnego.
Działalność karwińskiego filiału parafii w Orłowej skupiała się wokół budynku czerwonej szkoły obok kościoła rzymskokatolickiego. Odbywały się tam próby chóru, godziny biblijne, spotkania młodzieżowe oraz Stowarzyszenia Niewiast i inne formy aktywności kulturalnej.
Po II wojnie światowej nabożeństwa odbywały się w budynku Azyl, który uprzednio mieścił siedzibę zgromadzenia sióstr zakonnych, a następnie został oddany do użytku przez Czechosłowacki Kościół Husycki. Znajdowało się tam też mieszkanie ewangelickiego księdza.
Decyzję o powstaniu samodzielnego zboru podjęto podczas IV Regularnego Synodu, który odbył się 25 czerwca 1950 roku, kiedy to podzielono dotychczasowe duże zbory na mniejsze, równocześnie utworzono zbór w Karwinie-Frysztacie. 
W związku z brakiem stosownego pomieszczenia, nowa parafia wynajęła dawne pomieszczenie sklepu na kancelarię, a w 1951 r. przebudowała na kaplicę kostnicę położoną cmentarzu. W nowej kaplicy odbywały się nabożeństwa niedzielne, prowadzono w niej godziny biblijne oraz szkółki niedzielne.
Przez dziewięć miesięcy, począwszy od listopada 1951 r. nabożeństwa prowadzono w pomieszczeniach szkoły polsko-czeskiej Hesówka. Po wypowiedzeniu przez szkołę lokalu, powrócono do prowadzenia ich w budynku Azylu, gdzie odbywały się do listopada 1953 r., kiedy wynajęto salę w gospodzie Gitnerówka.
Działka zakupiona przez wcześniej przez ewangelików została jednak utracona na rzecz skarbu państwa. Zabiegi w celu znalezienia nowego pomieszczenia na sprawowanie nabożeństw oraz nowej parceli pod budowę były blokowane przez władzę państwa oraz kopalni, które działały na rzecz wysiedlenia mieszkańców i likwidacji zabudowy z uwagi na szkody górnicze. Wskutek tego liczba wiernych parafii zmniejszyła się z 2.700 do 680 osób.
Pod koniec 1969 r. parafia otrzymała zgodę na budowę domu modlitwy. Prace budowlane według projektu Bronisława Firli rozpoczęto wiosną następnego roku. 7 czerwca 1970 r. dokonano poświęcenia kamienia węgielnego. Uroczystość poświęcenia kaplicy miała miejsce w sierpniu 1971 r.
W 1978 r. pod ciężarem śniegu doszło do złamania przęsła podtrzymującego dach budynku. W tym samym roku pokrycie obiektu naprawiono, zbudowano wtedy również dzwonnicę.
W dalszym ciągu zmniejszała się liczba członków zboru. W 1999 r. wynosiła ona jedynie 30 osób. Po śmierci proboszcza w 2001 r. rozpoczął się proces jego całkowitego zanikania.
Siedziba zboru znajdowała się przy ulicy Komenského w Karwinie-Dołach. W 2008 roku proboszczem-administratorem był Jan Cieślar, a kuratorką zboru Emilie Dobešová. Nabożeństwa odbywały się w niedziele o godzinie 8:00.
Zbór w Dołach prowadził działalność do 2009 r. i jest dotąd jedynym zanikłym zborem w historii Śląskiego Kościoła Ewangelickiego Augsburskiego Wyznania. Jego prawnym następcą pozostaje Zbór Śląskiego Kościoła Ewangelickiego Augsburskiego Wyznania w Karwinie-Frysztacie.
Budynek kaplicy został pozostawiony bez opieki, a następnie okradziony i zdewastowany. Zachowane części znajdujących się tam organów z II połowy XIX wieku posłużyły do budowy nowego instrumentu dla kościoła rzymskokatolickiego św. Agnieszki w Drnovicach. Na miejscu kaplicy znajduje się pusty plac.